# Arthur Troester
Arthur Troester   (Rostov del Don, 1906 - Hamburg, 1997), fou un violoncel·lista alemany, d'origen rus.
Alumne de Pau Casals, entre 1935 i 1945 fou primer violoncel de la Filharmònica de Berlín. Després va tocar a l'Orquestra NDR de la Filharmònica de l'Elba i va ensenyar a la Hochschule für Musik und Theater d'Hamburg. Entre 1945 i 1975 també fou violoncel·lista del Trio Hansen (juntament amb el pianista Conrad Hansen i el violinista Erich Röhn).

## Selecció d'enregistraments
- Erich Röhn, Reinhard Wolf, Arthur Troester - Serenade Für Streichtrio Nr. 2 (Ludwig van Beethoven) (2xShellac, 12", Var) "Deutsche Grammophon" 92005-92006 (1949)
- Erich Röhn, Reinhard Wolf, Arthur Troester - Serenade Für Streichtrio Nr. 2 (Ludwig van Beethoven) (10", Album, Gat) "Deutsche Grammophon" 16087 LP Desconegut
- Conrad Hansen, Erich Röhn, Arthur Troester - Klaviertrio Es-Dur, Op. 100 (Franz Schubert,) (LP, Album, Mono) "Telefunken" BLE 14 131 Desconegut
- Conrad Hansen, Heinrich Geuser, Arthur Troester, Johannes Brahms, Trio Für Klavier, Klarinette Und Violoncello B-dur Op. 11, (Ludwig van Beethoven). Trio Für Klavier, Klarinette Und Violoncello A-moll Op. 114 (Johannes Brahms) (LP) Columbia 	SMC 80 902 	Desconegut.[1]